# Arques (Pas-de-Calais)
Arques é uma comuna no departamento de Passo de Calais, norte da França.

## Geografia
Arques está situada a cerca de 40 km de Calais e Dunquerque, e a 45 km de Boulogne-sur-Mer. Está na divisa entre os departamentos de Passo de Calais e Nord.
O canal de Neufossé, que conecta os rios Aa e Lys, atravessa a cidade. A comuna possui também muitos lagos: Beauséjour, Arc-en-ciel, Malhôve, Batavia; e uma parte da floresta de Rihout-Clairmarais.

## Economia
Arques é famosa por sua manufatura de cristais. É sede da Arc International, a maior fabricante de vidro oco para utilidades no mundo, desde a sua fundação no século XIX.

## População
| 7 224                                                            | 8 738 | 10 042 | 9 245 | 9 014 | 9 331 | 9 615 |
| Contagem do censo iniciada em 1962: População sem dupla contagem |       |        |       |       |       |       |

## Locais de interesse
- A igreja de São Martinho, datando do século XVI.
- O carrilhão da Câmara municipal.
- O elevador de barcos de Fontinettes.